# Daniel Zgliński
Daniel Zgliński, właśc. Daniel Freudenson (ur. 23 listopada 1847 lub 15 grudnia 1847 w Warszawie, zm. 19 maja 1931 tamże) – polski aktor teatralny, krytyk literatury, dramatopisarz i dziennikarz. Posługiwał się również pseudonimem Adam Sylf.
Pochodził z rodziny rzemieślniczej. W Warszawie ukończył szkołę średnią, po czym wyjechał do Krakowa, gdzie w okresie od 23 lutego do 4 kwietnia 1868 roku występował na deskach Teatru Krakowskiego. Grał m.in. postać Lorda Hastingsa w sztuce Ryszard III i postać Ludwika w Arcydziele nieznanym.
W 1868 roku wyjechał do Lipska na studia, których nie ukończył. Po powrocie do Warszawy pracował jako dziennikarz dla Przeglądu Tygodniowego Życia Społecznego, Literatury i Sztuk Pięknych (objął w nim dział recenzji teatralnych), Bluszczu i Nowinek.

## Działalność literacka
Jeszcze w okresie studiów w Lipsku napisał rozprawę „Von dem Geiste der polnischen Dichtkunst in der ersten Hälfte des XIX. Jahrhunderts” (Rostock 1873). Jest autorem dramatów pt. Jakub Warka (wyróżnionego na konkursie „Kuriera Warszawskiego” w 1892 i wystawiany później na różnych scenach teatralnych.), Szantaż, Mściciel Tommaso Valle: dramat w 3ch aktach (1876); powieści wydanej w Krakowie w 1875 roku Z pamiętników aktora teatru w Gawronowie, będącej satyrą dla sceny artystycznej Teatru Krakowskiego za rządów dyr. Stanisława Koźmiana oraz rozpraw i studiów, m.in. Humor w Panu Tadeuszu (1883) czy Wszechmoc wyobraźni twórczej: idee odległej przyszłości (1911).
Pisał eseje, felietony, prace o charakterze publicystycznym m.in. Felietony – Humoreski – Bajki (1901), Impertynencye i paradoksy: studya (1911), Dekadencja nienawiści polskiej, zarys psychodziejowy (1918), Materializm – szakalizm i przyszły człowiek (1924); był jednym z czołowych krytyków pozytywistycznym, rzecznikiem naturalizmu. W 1929 roku za sprawą Instytutu Wydawniczego „Bibljoteka Polska”, została wydana ostatnia jego praca: W labiryntach mądrości ludzkiej: impresje filozoficzne.
Pochowany został na cmentarzu żydowskim w Warszawie.